# قصعل
القُصْعُل (الاسم العلمي: Dicerapanorpa) هو جنس حشرات يتبع فصيلة الشواليات من رتبة طويلات الأجنحة، يكثر بالصين.

## أنواع القصعل
- القصعل الكبير (الاسم العلمي: Dicerapanorpa magna)